# Lijst van voetbalinterlands Ghana - Ivoorkust
Deze lijst van voetbalinterlands is een overzicht van alle officiële voetbalwedstrijden tussen de nationale teams van Ghana en Ivoorkust. De landen hebben tot op heden 34 keer tegen elkaar gespeeld. De eerste ontmoeting was een groepswedstrijd tijdens de Afrika Cup van 1965 op 19 november 1965 in Bizerte (Tunesië). Het laatste duel, een vriendschappelijke wedstrijd, werd gespeeld in Cape Coast op 12 juni 2021.

## Wedstrijden
| №  | Plaats         | Datum             | Competitie                                        | Wedstrijd         | Uitslag |
| -- | -------------- | ----------------- | ------------------------------------------------- | ----------------- | ------- |
| 1  | Bizerte        | 19 november 1965  | Afrika Cup 1965                                   | Ghana − Ivoorkust | 4 − 1   |
| 2  | Accra          | 19 februari 1967  | Vriendschappelijk                                 | Ghana − Ivoorkust | 2 − 2   |
| 3  | Asmara         | 19 januari 1968   | Afrika Cup 1968                                   | Ghana − Ivoorkust | 4 − 3   |
| 4  | Accra          | 19 mei 1968       | Vriendschappelijk                                 | Ghana − Ivoorkust | 2 − 1   |
| 5  | Khartoem       | 14 februari 1970  | Afrika Cup 1970                                   | Ghana − Ivoorkust | 2 − 1   |
| 6  | Accra          | 15 april 1970     | Vriendschappelijk                                 | Ghana − Ivoorkust | 3 − 0   |
| 7  | Accra          | 19 april 1970     | Vriendschappelijk                                 | Ghana − Ivoorkust | 1 − 1   |
| 8  | Abidjan        | 2 mei 1971        | Vriendschappelijk                                 | Ivoorkust − Ghana | 2 − 6   |
| 9  | Accra          | 29 november 1972  | Vriendschappelijk                                 | Ghana − Ivoorkust | 0 − 1   |
| 10 | Accra          | 15 juli 1973      | Afrika Cup 1974 kwalificatie                      | Ghana − Ivoorkust | 0 − 3   |
| 11 | Abidjan        | 29 juli 1973      | Afrika Cup 1974 kwalificatie                      | Ivoorkust − Ghana | 1 − 0   |
| 12 | Cotonou        | 15 februari 1982  | Vriendschappelijk                                 | Ghana − Ivoorkust | 5 − 5   |
| 13 | Abidjan        | 30 september 1983 | Vriendschappelijk                                 | Ivoorkust − Ghana | 0 − 2   |
| 14 | Ouagadougou    | 18 november 1984  | Vriendschappelijk                                 | Ivoorkust − Ghana | 0 − 2   |
| 15 | Abidjan        | 30 december 1984  | Vriendschappelijk                                 | Ivoorkust − Ghana | 2 − 0   |
| 16 | Abidjan        | 7 april 1985      | WK 1986 kwalificatie                              | Ivoorkust − Ghana | 0 − 0   |
| 17 | Kumasi         | 21 april 1985     | WK 1986 kwalificatie                              | Ghana − Ivoorkust | 2 − 0   |
| 18 | Abidjan        | 18 augustus 1985  | Afrika Cup 1986 kwalificatie                      | Ivoorkust − Ghana | 2 − 0   |
| 19 | Kumasi         | 1 september 1985  | Afrika Cup 1986 kwalificatie                      | Ghana − Ivoorkust | 0 − 0   |
| 20 | Monrovia       | 31 januari 1987   | Vriendschappelijk                                 | Ivoorkust − Ghana | 0 − 2   |
| 21 | Accra          | 19 april 1987     | Afrikaanse Spelen 1987 kwalificatie               | Ghana − Ivoorkust | 1 − 2   |
| 22 | Abidjan        | 26 april 1987     | Afrikaanse Spelen 1987 kwalificatie               | Ivoorkust − Ghana | 1 − 0   |
| 23 | Dakar          | 26 januari 1992   | Afrika Cup 1992                                   | Ghana − Ivoorkust | 0 − 0   |
| 24 | Sousse         | 3 april 1994      | Afrika Cup 1994                                   | Ghana − Ivoorkust | 1 − 2   |
| 25 | Johannesburg   | 4 december 1994   | Vriendschappelijk                                 | Ghana − Ivoorkust | 1 − 1   |
| 26 | Abidjan        | 1 juli 1995       | Vriendschappelijk                                 | Ivoorkust − Ghana | 2 − 0   |
| 27 | Port Elizabeth | 14 januari 1996   | Afrika Cup 1996                                   | Ivoorkust − Ghana | 0 − 2   |
| 28 | Accra          | 31 januari 2000   | Afrika Cup 2000                                   | Ghana − Ivoorkust | 0 − 2   |
| 29 | Kumasi         | 9 februari 2008   | Afrika Cup 2008                                   | Ghana − Ivoorkust | 4 − 2   |
| 30 | Cabinda        | 15 januari 2010   | Afrika Cup 2010                                   | Ivoorkust − Ghana | 3 − 1   |
| 31 | Bata           | 8 februari 2015   | Afrika Cup 2015                                   | Ivoorkust − Ghana | 0 − 0   |
| 32 | Kumasi         | 18 oktober 2015   | African Championship of Nations 2016 kwalificatie | Ghana − Ivoorkust | 2 − 1   |
| 33 | Abidjan        | 30 oktober 2015   | African Championship of Nations 2016 kwalificatie | Ivoorkust − Ghana | 1 − 0   |
| 34 | Cape Coast     | 12 juni 2021      | Vriendschappelijk                                 | Ghana − Ivoorkust | 0 − 0   |

## Samenvatting
| Competitie                                   | Totaal gespeeld | Winst Ghana | Gelijk | Winst Ivoorkust | Doelsaldo Ghana – Ivoorkust |
| -------------------------------------------- | --------------- | ----------- | ------ | --------------- | --------------------------- |
| WK-kwalificatie                              | 2               | 1           | 1      | 0               | 2 − 0                       |
| Afrika Cup                                   | 10              | 5           | 2      | 3               | 18 − 14                     |
| Afrika Cup-kwalificatie                      | 4               | 0           | 1      | 3               | 0 − 6                       |
| African Championship of Nations-kwalificatie | 2               | 1           | 0      | 1               | 2 − 2                       |
| Afrikaanse Spelen-kwalificatie               | 2               | 0           | 0      | 2               | 1 − 3                       |
| Vriendschappelijk                            | 14              | 6           | 5      | 3               | 26 − 17                     |
| Totaal                                       | 34              | 13          | 9      | 12              | 49 − 42                     |

## Details

### 30ste ontmoeting
| Afrika Cup 2010 (Cabinda, Angola, 15 januari 2010): |       |                           |
| Ivoorkust                                           | 3 – 1 | Ghana                     |
| Gervinho 23' Siaka Tiéné 66' Didier Drogba 90'      | goals | 90+3' (pen.) Asamoah Gyan |

GFA · A-internationals · Selecties ·  Bondscoaches · Ghanees vrouwenelftal · Ghana U21 · Ghana U20 · Ghana U19 · Ghana U18 · Ghana U17
1950 – 1959 ·
1960 – 1969 ·
1970 – 1979 ·
1980 – 1989 ·
1990 – 1999 ·
2000 – 2009 ·
2010 – 2019 ·
2020 − 2029
WK 2006 ·
WK 2010 · 
WK 2014
OS 1964 · 
OS 1968 · 
OS 1972 · 
OS 1976 · 
OS 1992 · 
OS 1996 ·
OS 2004
1950 · 
1951 · 
1952 · 
1953 · 
1954 · 
1955 · 
1956 · 
1957 · 
1958 · 
1959 · 
1960 · 
1961 · 
1962 · 
1963 · 
1964 · 
1965 · 
1966 · 
1967 · 
1968 · 
1969 · 
1970 · 
1971 · 
1972 · 
1973 · 
1974 · 
1975 · 
1976 · 
1977 · 
1978 · 
1979 · 
1980 · 
1981 · 
1982 · 
1983 · 
1984 · 
1985 · 
1986 · 
1987 · 
1988 · 
1989 · 
1990 · 
1991 · 
1992 · 
1993 · 
1994 · 
1995 · 
1996 · 
1997 · 
1998 · 
1999 · 
2000 · 
2001 · 
2002 · 
2003 · 
2004 · 
2005 · 
2006 · 
2007 · 
2008 · 
2009 · 
2010 · 
2011 · 
2012 · 
2013 ·
2014 ·
2015 ·
2016 ·
2017 ·
2018 ·
2019 ·
2020 ·
2021 ·
2022 ·
2023
Algerije ·
Angola ·
Argentinië ·
Australië ·
Benin ·
Bosnië en Herzegovina ·
Botswana ·
Brazilië ·
Burkina Faso ·
Burundi ·
Canada ·
Centraal-Afrikaanse Republiek ·
Chili ·
China ·
Comoren ·
Congo-Brazzaville ·
Congo-Kinshasa ·
Cuba ·
DDR ·
Denemarken ·
Duitsland ·
Egypte ·
Engeland ·
Equatoriaal-Guinea ·
Eritrea ·
Ethiopië ·
Gabon ·
Gambia ·
Griekenland ·
Guinee ·
Guinee-Bissau ·
IJsland ·
India ·
Indonesië ·
Irak ·
Iran ·
Italië ·
Ivoorkust ·
Jamaica ·
Japan ·
Joegoslavië ·
Kaapverdië ·
Kameroen ·
Kenia ·
Lesotho ·
Letland ·
Liberia ·
Libië ·
Madagaskar ·
Malawi ·
Maleisië ·
Mali ·
Marokko ·
Mauritius ·
Mexico ·
Montenegro · 
Mozambique ·
Namibië ·
Nederland ·
Nicaragua ·
Nieuw-Zeeland ·
Niger ·
Nigeria ·
Noorwegen ·
Oeganda ·
Oostenrijk ·
Portugal ·
Qatar ·
Rusland ·
Rwanda ·
Saoedi-Arabië ·
Sao Tomé en Principe ·
Senegal ·
Servië ·
Sierra Leone ·
Singapore ·
Slovenië ·
Soedan ·
Somalië ·
Swaziland ·
Tanzania ·
Thailand ·
Togo ·
Tsjaad ·
Tsjechië ·
Tunesië ·
Turkije ·
Uruguay ·
Verenigde Staten ·
Zambia ·
Zimbabwe ·
Zuid-Afrika ·
Zuid-Korea ·
Zwitserland
Brazilië (2006) · 
Duitsland (2014) ·
Italië (2006) · 
Ivoorkust (2015) · 
Portugal (2014) ·
Servië (2010) · 
Tsjechië (2006) · 
Verenigde Staten (2006) · 
Verenigde Staten (2014)
FIF · A-internationals · Selecties · Bondscoaches · Statistieken · Ivoriaans vrouwenelftal · Ivoorkust U21 · Ivoorkust U20 · Ivoorkust U19 · Ivoorkust U18 · Ivoorkust U17
1960 – 1969 ·
1970 – 1979 ·
1980 – 1989 ·
1990 – 1999 ·
2000 – 2009 ·
2010 – 2019 ·
2020 − 2029
WK 2006 · 
WK 2010 · 
WK 2014
OS 2008 · 
OS 2020
1960 ·
1961 ·
1962 ·
1963 ·
1964 · 
1965 ·
1966 · 
1967 ·
1968 ·
1969 ·
1970 ·
1971 ·
1972 ·
1973 ·
1974 ·
1975 ·
1976 ·
1977 ·
1978 · 
1979 ·
1980 ·
1981 · 
1982 ·
1983 ·
1984 ·
1985 ·
1986 ·
1987 ·
1988 ·
1989 ·
1990 ·
1991 ·
1992 · 
1993 · 
1994 · 
1995 · 
1996 · 
1997 · 
1998 · 
1999 · 
2000 · 
2001 · 
2002 · 
2003 · 
2004 · 
2005 · 
2006 · 
2007 · 
2008 · 
2009 · 
2010 · 
2011 · 
2012 · 
2013 ·
2014 ·
2015 ·
2016 ·
2017 ·
2018 ·
2019 ·
2020 ·
2021 ·
2022 ·
2023 ·
2024
Algerije ·
Angola ·
Argentinië ·
België ·
Benin ·
Bosnië en Herzegovina ·
Botswana ·
Brazilië ·
Burkina Faso ·
Burundi ·
Centraal-Afrikaanse Republiek ·
Chili ·
Colombia ·
Comoren ·
Congo-Brazzaville ·
Congo-Kinshasa ·
Duitsland ·
Egypte ·
El Salvador ·
Engeland ·
Equatoriaal-Guinea ·
Ethiopië ·
Frankrijk ·
Gabon ·
Gambia ·
Ghana ·
Griekenland ·
Guinee ·
Guinee-Bissau ·
Hongarije ·
Israël ·
Italië ·
Japan ·
Jordanië ·
Kameroen ·
Kenia ·
Koeweit ·
Lesotho ·
Liberia ·
Libië ·
Madagaskar ·
Malawi ·
Mali ·
Marokko ·
Mauritanië ·
Mauritius ·
Mexico ·
Moldavië ·
Mozambique ·
Namibië ·
Nederland ·
Niger ·
Nigeria ·
Noord-Korea ·
Oeganda ·
Oostenrijk ·
Paraguay ·
Polen ·
Portugal ·
Qatar ·
Roemenië ·
Rusland ·
Rwanda ·
Senegal ·
Servië en Montenegro ·
Seychellen ·
Sierra Leone ·
Slovenië ·
Soedan ·
Spanje ·
Tanzania ·
Togo ·
Tsjaad ·
Tunesië ·
Turkije ·
Uruguay ·
Verenigde Staten ·
Zambia ·
Zimbabwe ·
Zuid-Afrika ·
Zuid-Korea ·
Zweden ·
Zwitserland
Argentinië (2006) · 
Colombia (2014) ·
Ghana (2015) ·
Griekenland (2014) · 
Japan (2014) ·  
Nederland (2006) · 
Noord-Korea (2010) · 
Servië en Montenegro (2006) ·
Zambia (2012)